# Communauté de communes Porte de France Rhin Sud
Die Communauté de communes Porte de France Rhin Sud (CCPFRS) ist ein ehemaliger französischer Gemeindeverband mit der Rechtsform einer Communauté de communes im Département Haut-Rhin in der Region Grand Est. Sie wurde am 27. November 2002 gegründet und umfasste sechs Gemeinden, die alle an den südlichen Oberrhein grenzten. Der Verwaltungssitz befand sich im Ort Ottmarsheim.

## Historische Entwicklung
Mit Wirkung vom 1. Januar 2017 fusionierte der Gemeindeverband mit der Mulhouse Alsace Agglomération (vor 2017) und bilde so die Nachfolgeorganisation Mulhouse Alsace Agglomération. Trotz der Namensgleichheit handelt es sich um eine Neugründung mit anderer Rechtspersönlichkeit.

## Ehemalige Mitgliedsgemeinden
1. Bantzenheim
2. Chalampé
3. Hombourg
4. Niffer
5. Ottmarsheim
6. Petit-Landau